# Soiuz 22
Soiuz 22 (rus: Союз 22, Unió 22) va ser un vol espacial tripulat de la Unió Soviètica en 1976. Va ser una missió de ciències de la Terra utilitzant una versió modificada de la nau espacial Soiuz, i va ser també, segons van especular els observadors, una missió per observar els exercicis de l'OTAN prop de Noruega.
La nau espacial va ser una Soiuz renovaDa que va servir com a reserva de la missió Programa de Proves Apollo-Soiuz (ASTP) l'any anterior.
Els cosmonautes Valeri Bikovski i Vladímir Aksiónov van estar una setmana en òrbita fotografiant la superfície de la Terra amb una càmera especial.

## Tripulació
| Posició         | Cosmonauta                            | Cosmonauta                            |
| --------------- | ------------------------------------- | ------------------------------------- |
| Comandant       | Valeri Bikovski Segon vol espacial    | Valeri Bikovski Segon vol espacial    |
| Enginyer de vol | Vladímir Aksiónov Primer vol espacial | Vladímir Aksiónov Primer vol espacial |

### Tripulació de reserva
| Posició         | Cosmonauta         | Cosmonauta         |
| --------------- | ------------------ | ------------------ |
| Comandant       | Iuri Màlixev       | Iuri Màlixev       |
| Enginyer de vol | Guennadi Strekàlov | Guennadi Strekàlov |

### Tripulació en suport
| Posició         | Cosmonauta     | Cosmonauta     |
| --------------- | -------------- | -------------- |
| Comandant       | Leonid Popov   | Leonid Popov   |
| Enginyer de vol | Borís Andréiev | Borís Andréiev |

## Paràmetres de la missió
- Massa: 6510 kg
- Perigeu: 185 km
- Apogeu: 296 km
- Inclinació: 64.8°
- Període: 89.3 min